# Humbertus Guilielmus de Precipiano
Humbertus Guilielmus de Precipiano (Rougemont, 12 settembre 1627 – Malines, 9 giugno 1711) è stato un arcivescovo cattolico francese.

## Biografia
Nacque a Rougemont nel 1627.
Venne ordinato diacono il 25 marzo 1661, e due giorni dopo venne ordinato presbitero.
Il 7 dicembre 1682 fu eletto vescovo di Bruges e consacrato vescovo il 21 marzo 1683.
Fu nominato arcivescovo metropolita di Malines dal capitolo della cattedrale il 12 luglio 1689, ricevette la conferma dell'elezione dal papa l'8 maggio 1690.
Morì a Malines il 9 giugno 1711, all'età di 83 anni.

## Genealogia episcopale e successione apostolica
La genealogia episcopale è:
- Cardinale Juan Pardo de Tavera

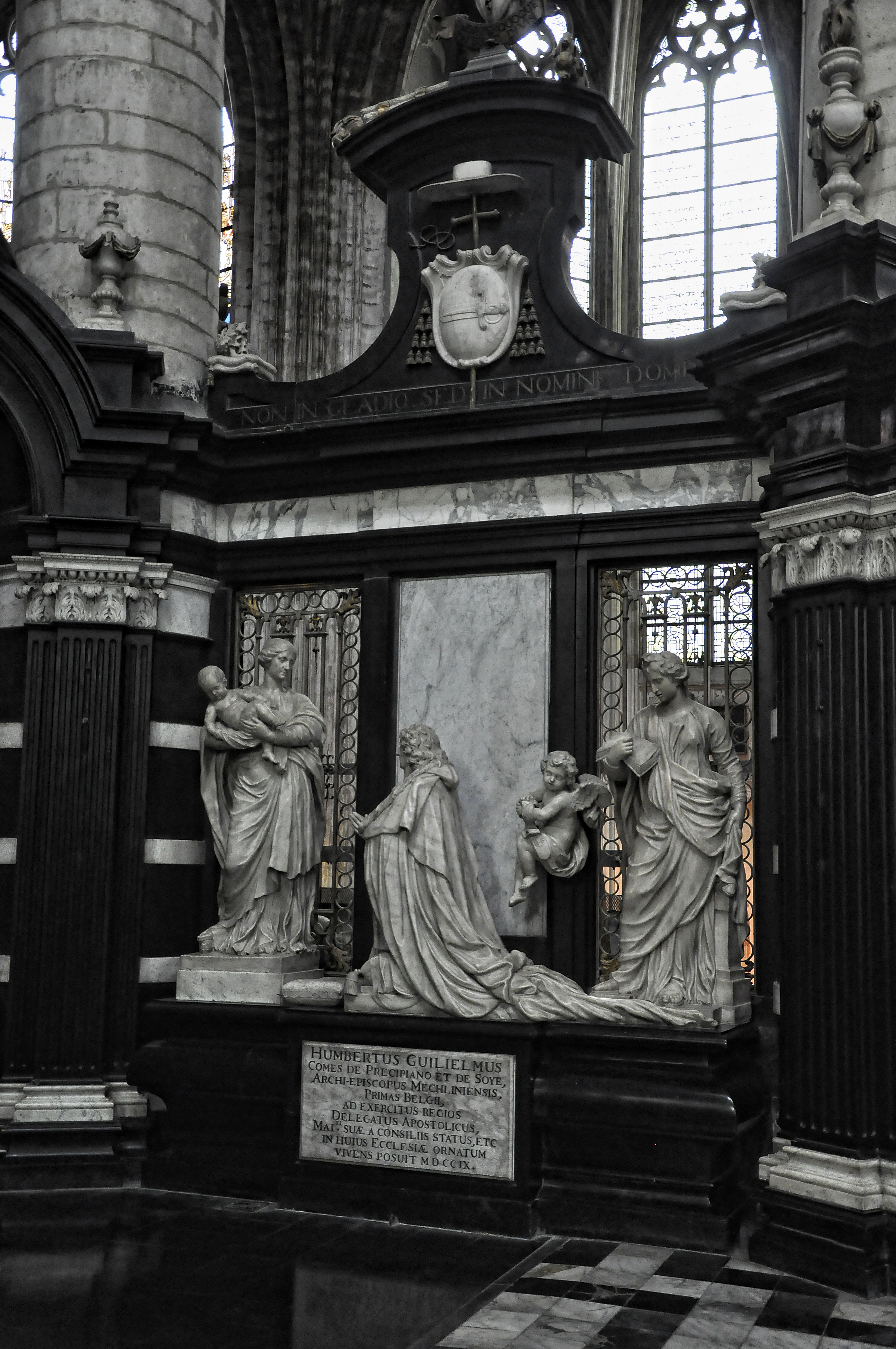
Tomba di mons. de Precipiano nella Cattedrale di San Rombaldo

- Cardinale Antoine Perrenot de Granvelle
- Vescovo Frans van de Velde
- Arcivescovo Louis de Berlaymont
- Vescovo Maximilien Morillon
- Vescovo Pierre Simons
- Arcivescovo Matthias Hovius
- Arcivescovo Jacobus Boonen
- Arcivescovo Gaspard van den Bosch
- Vescovo Marius Ambrosius Capello, O.P.
- Arcivescovo Alphonse de Berghes
- Arcivescovo Humbertus Guilielmus de Precipiano

La successione apostolica è:
- Cardinale Gianantonio Davia (1690)
- Vescovo Guilielmus Bassery (1691)
- Vescovo Philips-Erard van der Noot (1694)
- Vescovo Gerard de Vera (1698)
- Cardinale Orazio Filippo Spada (1698)
- Vescovo Angelus d'Ongnies et d'Estrées, O.F.M.Cap. (1702)